# Melissa Mathison
Melissa Marie Mathison (Los Angeles, 3 de junho de 1950 — Los Angeles, 4 de novembro de 2015) foi uma roteirista norte-americana.